# Masacre de Liquiñe
Se conoce como Masacre de Liquiñe al asesinato de 15 obreros y campesinos durante la Dictadura Militar de Chile, en la Región de Los Ríos y que se produjo la noche del 11 de octubre de 1973. Las víctimas eran trabajadores sindicalizados del Complejo Forestal y Maderero Panguipulli. El caso tomó notoriedad en 2004 cuando el entonces alcalde de Providencia Cristián Labbé tuvo que declarar por su supuesta participación en los hechos, como parte de la comitiva militar que operó en la zona cuando ocurrió la masacre. Este evento se considera, junto con las masacres de Neltume y la masacre de Chihuío, como parte de la Operación Leopardo que tenía como fin acabar con la supuesta "Guerrilla de Neltume" en el Complejo Maderero Panguipulli.

## Antecedentes
La madrugada 12 de septiembre de 1973, horas después del golpe de Estado contra Salvador Allende,  un grupo de campesinos y jóvenes revolucionarios del sur en la precordillera de Valdivia se alzó contra la policía en la localidad de Neltume, exigiendo a los uniformados combatir a los golpistas. Entre ellos figuraba el militante del MIR José Liendo, también conocido como el “Comandante Pepe”. Los policías se negaron y se inició un tiroteo. Luego de un par de horas, el grupo que actuaba desde el exterior se dispersó hacia la precordillera valdiviana y se les denominó como la Guerrilla de Neltume o guerrilleros de peligro. Se creó la “Brigada Especial Antiguerrilla” con los boinas negras de la Escuela de Paracaidistas de Peldehue y otros preparados hombres para el combate, que tenían la misión de reprimir al grupo insurgente en la zona del Complejo Forestal y Maderero Panguipulli.

## Suceso
En octubre de 1973 los militares se instalaron en la zona de Liquiñe. Según la investigación judicial del caso, Julián García, dueño de las Termas de Liquiñe y reconocido anticomunista de la zona, les habría facilitado sus terrenos al teniente coronel Hugo Guerra Jorquera para instalar su campamento.
La noche del 11 de octubre de 1973 una patrulla militar detuvo a 15 personas, para luego trasladarlos hasta Villarrica, fusilarlos y arrojarlos al río Toltén. Los asesinados eran campesinos que trabajaban en el complejo maderero Panguipulli. El caso volvió a tomar notoriedad en 2004 cuando el entonces alcalde de Providencia Cristián Labbé fue llamado a declarar por su supuesta participación en los hechos, ya que en esa época fue nombrado por el teniente coronel (r) Arturo Antonio Bosch González como parte de la comitiva militar que operó en la zona cuando ocurrió la masacre.
Según consta en la sentencia de primera instancia dictada por el ministro de fuero Alejandro Solís, confirmada con modificaciones por la Corte Suprema en 2008, el 10 de octubre de 1973 en la localidad de Liquiñe fueron detenidos y privados de libertad por personal de Carabineros y del Ejército, Salvador Alamos Rubilar (45 años de edad, militante del Partido Socialista), Daniel Antonio Castro López (68 años de edad, militante del Partido Socialista), Mauricio Segundo Curiñanco Reyes (38 años de edad, dirigente local del Partido Socialista) e Isaías José Fuentealba Calderón (29 años de edad, trabajador del Complejo Maderero y Forestal Panguipulli). 
El mismo día (10 de octubre), esta vez en la localidad de Trafún, fueron secuestrados José Héctor Bórquez Levicán (30 años de edad, obrero maderero y administrativo del Conjunto Maderero y Forestal Panguipulli), Carlos Alberto Cayumán Cayumán (31 años, obrero maderero en el Complejo Maderero y Forestal Panguipulli), Ernesto Reinante Raipán (29 años, obrero maderero en el Complejo Maderero y Forestal Panguipulli y Modesto Juan Reinante Raipán (18 años, obrero maderero en el Complejo Maderero y Forestal Panguipulli).
Un tercer grupo de detenidos y secuestrados, el mismo día, fue el de Carlos Figueroa Zapata (46 años de edad, obrero maderero en el Complejo Maderero y Forestal Panguipulli) y Luis Alfredo Rivera Catricheo (54 años, obrero del Complejo Maderero y Forestal Panguipulli).
Un cuarto evento el mismo día, cerca de las 20 hrs., fue el secuestro de Luis Armando Lagos Torres (50 años de edad, obrero maderero en el Complejo Maderero y Forestal Panguipulli, militante socialista). La víctima fue detenida en la localidad de Carranco por personal de Carabineros. 
Todas las víctimas eran funcionarios o trabajadores del Complejo Forestal y Maderero de Panguipulli. Los uniformados utilizaron los mismos vehículos, una camioneta del Servicio Agrícola y Ganadero, un vehículo policial y ambulancia del Retén de Liquiñe, además portaban una lista con el nombre de los detenidos. 
Como consta en el sitio web Expedientes de la Represión, los condenados por el delito reiterado de secuestro calificado, el Teniente Guerra Jorquera y el civil Luis Osvaldo García Guzmán fueron beneficiados con la pena sustitutiva de libertad vigilada al cumplir las exigencias de la ley 18.216.

## Víctimas
Las 15 víctimas de la Masacre de Liquiñe fueron:
- Salvador Álamos Rubilar (45)
- Daniel Castro López (68)
- Mauricio Curiñanco Reyes (38)
- Isaías Fuentealba Calderón (29)
- José Borquez Levican (30)
- Carlos Cayuman Cayuman (31)
- Alberto Reinante Raipan (39)
- Ernesto Reinante Raipan (29)
- Modesto Reinante Raipan (18)
- Alejandro Tracanao Pincheira (25)
- Miguel Tracanao Pincheira (25)
- Eliseo Tracanao Pincheira (18)
- Bernarda Vera Contardo (27)
- Carlos Figueroa Zapata (46)
- Luis Rivera Catricheo (54)
- y Luis Lagos Torres (50)